# Pulau Tiata
Pulau Tiata är en ö i Indonesien.   Den ligger i provinsen Moluckerna, i den östra delen av landet, 2 400 km öster om huvudstaden Jakarta. Arean är 0,42 kvadratkilometer.
Terrängen på Pulau Tiata är mycket platt. Öns högsta punkt är 8 meter över havet. Den sträcker sig 0,5 kilometer i nord-sydlig riktning, och 1,7 kilometer i öst-västlig riktning.